# Метапневмовірус
Метапневмовірус — рід вірусів родини Pneumoviridae. 
Рід містить два види:
- Метапневмовірус птахів (aMPV)
- Метапневмовірус людини (hMPV)

## Інфікування людини
Метапневмовірус людини (HMPV) вперше був класифікований як пневмовірус у 2001 році. Це РНК-вірус з негативним ланцюгом, який є другою найпоширенішою причиною інфекції нижніх дихальних шляхів у маленьких дітей. Пневмовіруси за розміром займають проміжне положення між вірусами родин Параміксовіруси та Ортоміксовіруси. Цитоплазматичні включення значно щільніші, ніж у інших вірусів цієї родини. Інфекція метапневмовірусом людини дуже схожа на звичайну застуду, це інфекція верхніх дихальних шляхів. Вона зазвичай виникає взимку та на початку весни. Ця конкретна інфекція найпоширеніша серед дітей, особливо віком до п'яти років. Поширені симптоми включають нежить, закладеність носа, біль у горлі, кашель, головний біль і лихоманку, що можна сприйняти як застуду. Зазвичай вона минає через кілька днів. Якщо це спостерігається у людей старше 75 років, то є причина для занепокоєння, оскільки може розвинутися пневмонія.
На початку 2025 року в Китаї зафіксували спалах метапневмовірусної інфекції (HMPV). 
За даними Центру громадського здоров’я, протягом епідемічного сезону кінця 2024 року в Україні 13 людей захворіли на метапневмовірус людини.